# Groupe volcanique Niseko

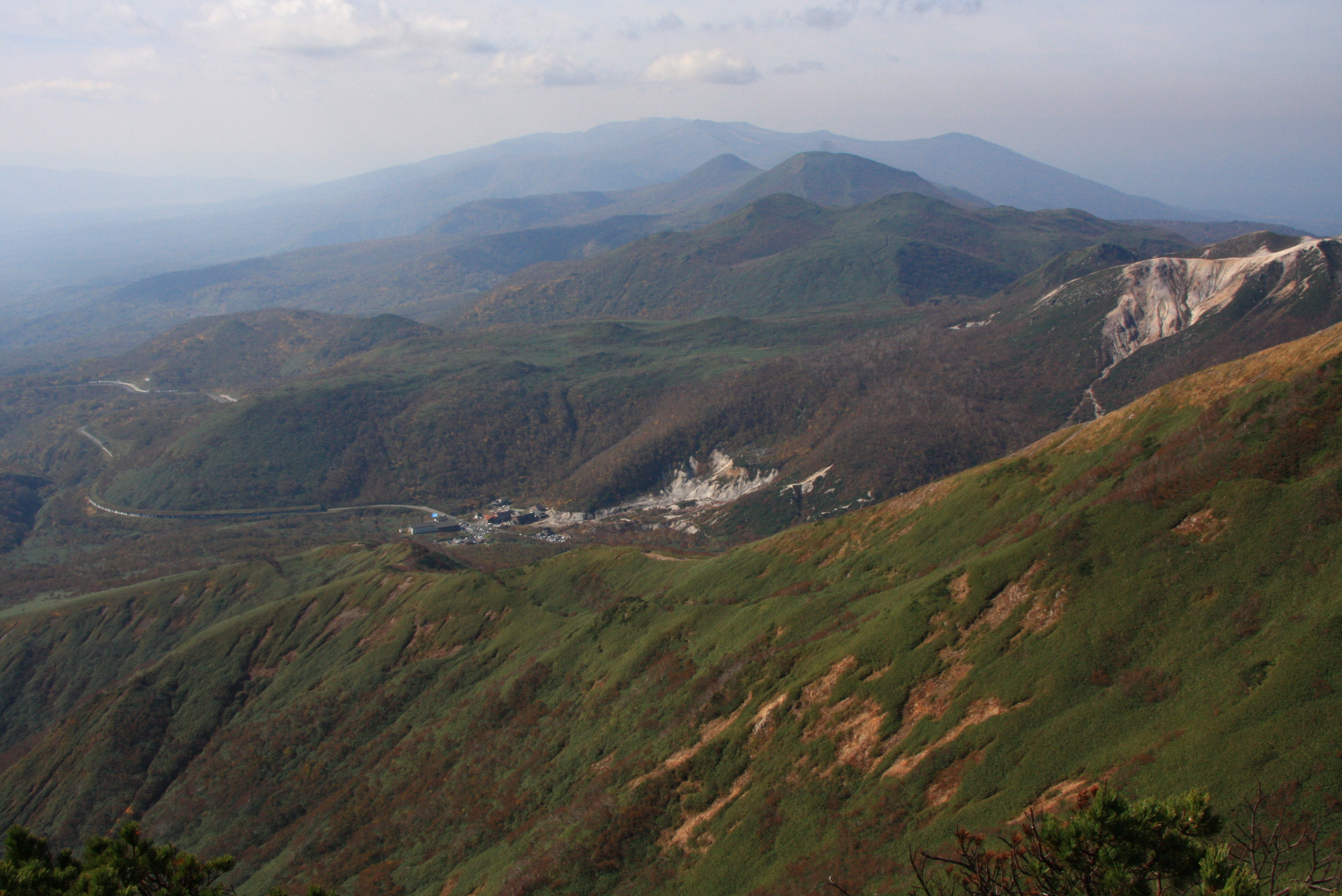
Vue des monts Niseko

Le groupe volcanique Niseko est un groupe volcanique de stratovolcans et dômes de lave situé en Hokkaidō au Japon. Les volcans ont 1,4 à 0,4 million d'années. La dernière éruption remonte à 6 000 ou 7 000 ans. L'Iwaonupuri émet des fumeroles à l'époque moderne.

## Sommets principaux

### Section occidentale
| Nom                      | Altitude | Type            |
| ------------------------ | -------- | --------------- |
| Mont Mekunnai (目国内岳) | 1 220 m  | Cône volcanique |
| Mont Raiden (雷電山)     | 1 211 m  | Cône volcanique |
| Mont Horobetsu (幌別岳)  | 1 174 m  | -               |
| Mont Iwanai (岩内岳)     | 1 085 m  | -               |
| Mont Chakunage           | -        | Cône volcanique |

### Section orientale
| Nom                                | Altitude | Type            |
| ---------------------------------- | -------- | --------------- |
| Niseko Annupuri (ニセコアンヌプリ) | 1 308 m  | Dôme de lave    |
| Chisenupuri (チセヌプリ)           | 1 134 m  | Dôme de lave    |
| Iwaonupuri (イワオヌプリ)          | 1 116 m  | Dôme de lave    |
| Nitonupuri (ニトヌプリ)            | 1 080 m  | Dôme de lave    |
| Waisuhorun (ワイスホルン)          | 1 045 m  | Cône volcanique |
| Shirakabayama (白樺山)             | 959 m    | -               |